# Théorème de Maxwell (géométrie)

Les segments avec des marquages identiques sont parallèles.
Si les côtés du triangle sont parallèles aux céviennes correspondantes du triangle, qui se croisent en un point commun, alors les céviennes du triangle, qui sont parallèles aux côtés correspondants du triangle se croisent en un point commun aussi

En géométrie, le théorème de Maxwell est l'énoncé suivant sur les triangles plans.

« Pour un triangle donné {\displaystyle ABC} et un point {\displaystyle V} hors des côtés du triangle, on construit un deuxième triangle {\displaystyle A'B'C'}, tel que le côté {\displaystyle A'B'} est parallèle à la cévienne {\displaystyle CV}, le côté {\displaystyle A'C'} est parallèle à la cévienne {\displaystyle BV} et le côté {\displaystyle B'C'} est parallèle à la cévienne {\displaystyle AV}. Alors les céviennes parallèle à {\displaystyle AB} passant par {\displaystyle C'}, parallèle à {\displaystyle BC} passant par {\displaystyle A'} et parallèle à {\displaystyle AC} passant par {\displaystyle B'} sont concourantes en un même point {\displaystyle V'}. »

Le théorème doit son nom au physicien James Clerk Maxwell (1831–1879), qui l'a prouvé dans ses travaux sur les figures réciproques, qui sont importantes en statique.

### Sources
1. ↑  (en) James Clerk Maxwell, « On Reciprocal Figures, Frames, and Diagrams of Forces », Proceedings of the Royal Society of Edinburgh, vol. VII, no 81,‎ 1er février 1870